# Mordvinov
Mordvinov je priimek več oseb:
- Arkadij Grigorjevič Mordvinov, sovjetski arhitekt
- Nikolaj Semjonovič Mordvinov, ruski politik
- Vasilij Konstantinovič Mordvinov, sovjetski general